# 艾慶鏞
艾慶鏞（19世纪?—20世纪?），字蘊聲，山东省长清县人，中华民国政治人物。

## 生平
民国元年（1912年）至民国6年（1917年），艾庆镛两度出任国会众议院议员。1918年安福俱乐部成立后，随即在华北各省成立支部，众议员艾慶鏞任山东支部支部长。1919年五四运动爆发后，山东民众群起响应，段祺瑞控制的安福系将陈幹派回济南，陈幹和艾庆镛等人以《昌言报》作为山东安福系的机关报，该报大力攻击学生运动及其支持者。此前《昌言报》与安福系并无明显关系，但因张景云与艾庆镛是老朋友，艾庆镛同张景云商定彼此协助，艾庆镛乃介绍其安福系山东支部的代理人张谦斋为《昌言报》法律顾问兼助理编辑，使该报成了山东安福系的机关报。
1923年9月17日，北京政府以“破坏统一、负隅抗命”的罪名通缉漳厦护军使臧致平，并将其下属李崇寅、田德润、邢蓝田、曾少乾、艾庆镛、张保之等“一并褫夺官职、勋章，通缉惩办”。
1925年2月5日，艾庆镛出任淮安关监督。